# Guillermo Busac
Guillermo Busac también Guillermo d'Eu y Guillermo de Soissons (c. 1021-1075) fue un noble normando, señor de Soissons por derecho de matrimonio (iure uxoris). Hijo de Guillermo de Eu y de Lesceline, una hija de Turquetil de Harcourt. El apodo Busac lo cita el cronista Robert de Torigni en sus crónicas.
Aunque existe debate entre historiadores sobre quien fue primogénito de Guillermo de Eu, Roberto de Eu o Guillermo Busac, y si Busac llegó a ser conde de Eu, historiadores como David Crouch,
François Neveux y Pierre Bauduin parecen coincidir que debido a su participación en la fracasada revuelta contra Guillermo el Bastardo, fue desalojado de su fortaleza de Eu, despojado de su título y obligado a exiliarse hacia 1050. Según David Douglas, la interpolación de Orderico Vital en Gesta Normannorum Ducum en la que se basa esta afirmación es errónea, y el monje cronista probablemente confundió a este Guillermo con otro rebelde, Guillermo de Talou. Por ese motivo Pierre Bauduin afirma que el condado de Eu pasó entonces a su hermano Roberto.
Guillaume Busac pasó a ser vasallo de Enrique I de Francia, quien le dio en matrimonio a Adelaida, heredera del condado de Soissons, hija de Renaud I conde de Soissons y Gran Maestre de Francia. Su linaje fue efímero con la muerte de Renaud III de Soissons en 1148.

## Herencia
De su relación con Adelaida (c. 1040-1079) nacieron varios hijos:
- Renaud II de Soissons (c. 1051-1084), conde de Soissons;
- Jean de Soissons (c. 1054-1110), conde de Soissons tras la muerte de Renaud II;
- Manassès de Soissons, obispo de Cambrai y Soissons;
- Una hija, casada con Yves I de Nesle, miembro de la casa de Nesle